# Rantzauer See
Der Rantzauer See liegt in der Stadt Barmstedt im Kreis Pinneberg im südwestlichen Schleswig-Holstein. Er ist knapp 420 mal 280 Meter groß, hat eine Fläche von 7,5 ha und ist nicht tiefer als drei Meter.
In den Jahren von 1934 bis 1938 wurde der See auf Anordnung der Nationalsozialisten durch den Reichsarbeitsdienst von Hand ausgehoben. Der Wasserstand des Rantzauer Sees wird durch das Aufstauen der Krückau, die ihn speist, geregelt. Dieser Eingriff in die Natur und die damit verbundene Unterbrechung des Wanderweges für die heimische Fischwelt sorgte in der Vergangenheit für Probleme. Deshalb wurde 1981 daraufhin eine neunstufige Fischtreppe am Stauwehr der Schlossinsel errichtet, über die die Fische nun wieder ihre Wanderung zu den oberen Laichplätzen fortsetzen konnten. 
Die Geschichte der im See liegenden Schlossinsel geht bis in das 12. und 13. Jahrhundert zurück, als die Ritter von Barmstede hier ihren Sitz hatten. Auf der Barmstedter Schlossinsel findet sich ein historisches Gebäudeensemble mit dem Schloss Rantzau (klassizistisches Herrenhaus von 1806 in  Privatbesitz), dem Gerichtsschreiberhaus (klassizistischer Bau von 1824, heute wechselnde Ausstellungen beinhaltend), dem ehemaligen Amtsgericht (19. Jahrhundert, heute Museum der Grafschaft Rantzau) und dem Schlossgefängnis (1836, zwei der historischen Gefängniszellen erhalten, heute Café-Betrieb und Ausstellungen). Außerdem grenzt an die Schlossinsel eine Wassermühle aus dem 19. Jahrhundert.
Der Rantzauer See wird jährlich von mehreren Tausend Menschen besucht. Um den See herum befinden sich ein Rhododendronpark und mehrere Cafés, in den Sommermonaten gibt es die Möglichkeit, Tretboote auszuleihen oder im Freibad zu schwimmen und im an den See grenzenden Rantzauer Forst kann man wandern und Fahrrad fahren.

## Bildergalerie

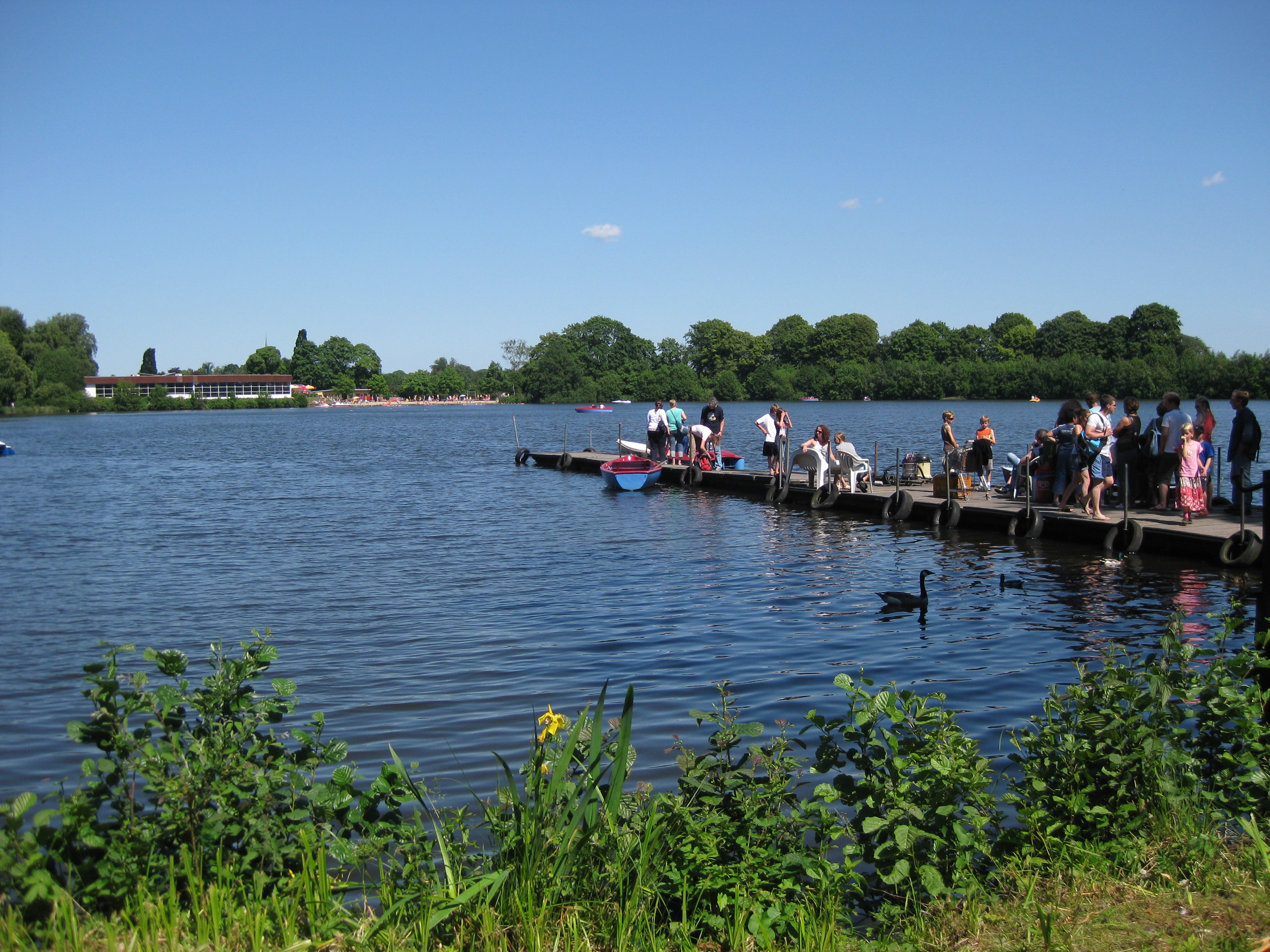
Bootssteg am Rantzauer See
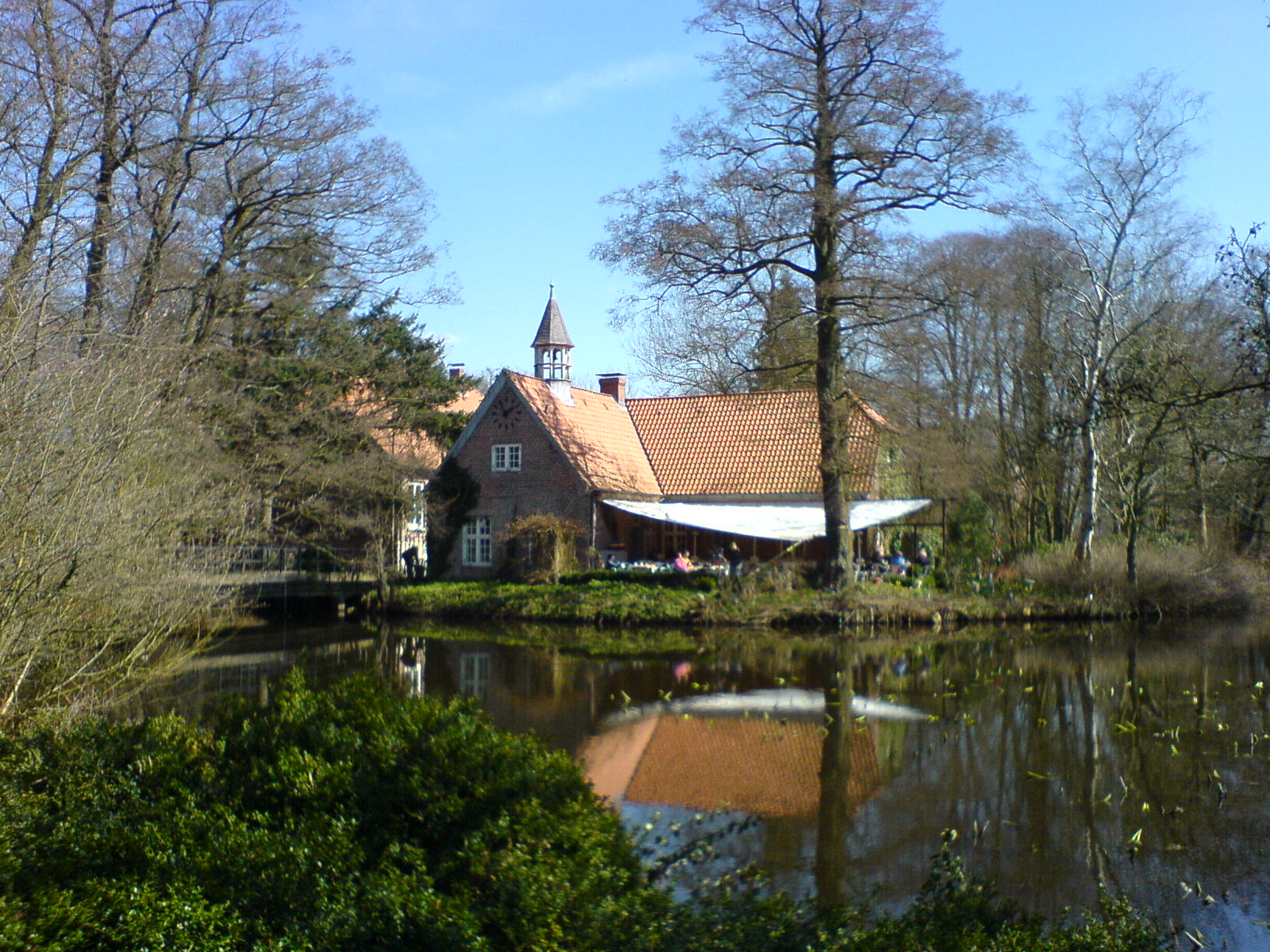
Die Schlossinsel im Rantzauer See